# (19658) Sloop
(19658) Sloop (1999 RM125) – planetoida z pasa głównego asteroid okrążająca Słońce w ciągu 4,16 lat w średniej odległości 2,58 j.a. Odkryta 9 września 1999 roku.